# Superliga de Albania 2023-24
La Superliga de Albania 2023-24 (oficialmente y en albanés: Kategoria Superiore 2023-24) fue la 85.ª edición de la máxima categoría de fútbol de Albania. Fue organizada por la Federación Albanesa de Fútbol y se disputa por 10 equipos. Comenzó el 26 de agosto de 2023 y finalizará el 31 de mayo de 2024.

## Formato
Los diez equipos participantes jugaron entre sí todos contra todos cuatro veces totalizando 36 partidos cada uno, a partir de esta temporada al término de la fecha 36 los primeros cuatro clasificados obtuvieron su pase a una nueva ronda denominada Final a cuatro.
En la denominada Final a cuatro los clubes clasificados disputaron dos llaves eliminatorias, el equipo que ganó sus dos partidos fue proclamado campeón de la Superliga y obtuvo una plaza en la Primera ronda de la Liga de Campeones 2024-25, mientras que el perdedor de la final y el ganador del partido por el tercer puesto consiguieron un cupo para la Primera ronda de la Liga Europa Conferencia 2024-25. Todos los encuentros fueron disputados en una sede neutral, el Air Albania Stadium de Tirana.
Por otro lado los dos últimos clasificados de la fase regular descendieron a la Kategoria e Parë 2024-25, mientras que el octavo clasificado jugará el Play-off de relegación contra el tercer clasificado de la Kategoria e Parë 2023-24 para determinar cual de los dos jugará en la Superliga 2024-25.
Un tercer cupo para la Primera ronda de la Liga Europa Conferencia 2024-25 fue asignado al campeón de la Copa de Albania.

## Ascensos y descensos
| Pos. | Descendidos de Superliga de Albania 2022-23 |
| ---- | ------------------------------------------- |
| 9.º  | Bylis                                       |
| 10.º | Kastrioti                                   |

| Pos. | Ascendidos de Kategoria e Parë 2022-23 |
| ---- | -------------------------------------- |
| 1.º  | Skënderbeu                             |
| 2.º  | Dinamo Tirana                          |

## Equipos participantes

### Información de los clubes
| Equipo        | Ciudad     | Estadio                 | Capacidad |
| ------------- | ---------- | ----------------------- | --------- |
| Dinamo Tirana | Tirana     | Stadiumi Niko Dovana    | 12.040    |
| Egnatia       | Rrogozhinë | Estadio Rrogozhinë      | 4.000     |
| Erzeni        | Shijak     | Stadiumi Demrozi        | 4.000     |
| Kukësi        | Kukës      | Kukës Arena             | 6.322     |
| Laçi          | Laç        | Laçi Stadium            | 2.300     |
| Partizani     | Tirana     | Partizani Complex       | 4.500     |
| Skënderbeu    | Korçë      | Stadiumi Skënderbeu     | 12.373    |
| Teuta         | Durrës     | Niko Dovana Stadium     | 12.040    |
| Tirana        | Tirana     | Selman Stërmasi Stadium | 9.500     |
| Vllaznia      | Shkodër    | Loro Boriçi Stadium     | 16.000    |

### Equipos por condado
| \| Condado \| N.º \| Equipos \| \| ------- \| --- \| ----------------------------------------- \| \| Tirana \| 4 \| Dinamo Tirana, Egnatia, Partizan y Tirana \| \| Durrës \| 2 \| Erzeni y Teuta Durrës \| \| Korçë \| 1 \| Skënderbeu \| \| Kukës \| 1 \| Kukësi \| \| Lezhë \| 1 \| Laçi \| \| Shkodër \| 1 \| Vllaznia \| |     |                                           |
| Condado | N.º | Equipos                                   |
| Tirana | 4   | Dinamo Tirana, Egnatia, Partizan y Tirana |
| Durrës | 2   | Erzeni y Teuta Durrës                     |
| Korçë | 1   | Skënderbeu                                |
| Kukës | 1   | Kukësi                                    |
| Lezhë | 1   | Laçi                                      |
| Shkodër | 1   | Vllaznia                                  |

## Tabla de posiciones

### Fase regular
| Pos. | Equipo        | Pts. | PJ | G  | E  | P  | GF | GC | Dif. | Clasificación_descenso                                                |
| ---- | ------------- | ---- | -- | -- | -- | -- | -- | -- | ---- | --------------------------------------------------------------------- |
| 1    | Partizani     | 63   | 36 | 17 | 12 | 7  | 51 | 29 | +22  | Final a cuatro                                                        |
| 2    | Egnatia (C)   | 63   | 36 | 18 | 9  | 9  | 51 | 38 | +13  | Final a cuatro                                                        |
| 3    | Vllaznia      | 59   | 36 | 16 | 11 | 9  | 41 | 34 | +7   | Final a cuatro                                                        |
| 4    | Skënderbeu    | 51   | 36 | 15 | 6  | 15 | 37 | 39 | −2   | Final a cuatro                                                        |
| 5    | Tirana        | 50   | 36 | 13 | 11 | 12 | 56 | 49 | +7   | Primera fase clasificatoria de la Liga Conferencia de la UEFA 2024-25 |
| 6    | Teuta         | 50   | 36 | 13 | 11 | 12 | 36 | 35 | +1   |                                                                       |
| 7    | Dinamo Tirana | 47   | 36 | 13 | 8  | 15 | 42 | 43 | −1   |                                                                       |
| 8    | Laçi (O)      | 46   | 36 | 10 | 16 | 10 | 37 | 31 | +6   | Promoción de descenso                                                 |
| 9    | Erzeni (D)    | 32   | 36 | 7  | 11 | 18 | 29 | 57 | −28  | Descenso a Kategoria e Parë                                           |
| 10   | Kukësi (D)    | 27   | 36 | 6  | 9  | 21 | 31 | 56 | −25  | Descenso a Kategoria e Parë                                           |

Actualizado a los partidos jugados el 11 de mayo de 2024.
 Fuente: Soccerway
Criterios de clasificación: 1) Puntos; 2) Puntos entre sí; 3) Diferencia de gol entre sí; 4) Goles marcados entre sí; 5) Diferencia de gol; 6) Goles marcados; 7) Sorteo.
Notas:
1. ↑  El Tirana clasificó a la Liga Conferencia debido a que el Skënderbeu no puede disputar competiciones europeas por estar sujeto a una sanción.

## Final a cuatro
Los equipos que finalizaron primero al cuarto participaron en la final a cuatro para definir el campeón
|  | Semifinales | Semifinales |   |            | Final        | Final |  |
|  |             |             |   |            |              |       |  |
|  |             |             |   |            |              |       |  |
|  | 17 de mayo  |             |   |            |              |       |  |
|  | Partizani   | 1           |   |            |              |       |  |
|  | Skënderbeu  | 0           |   |            |              |       |  |
|  |             |             |   |            |              |       |  |
|  |             |             |   |            | 26 de mayo   |       |  |
|  |             |             |   |            | Partizani    | 0     |  |
|  |             | Egnatia     | 1 |            |              |       |  |
|  |             |             |   |            |              |       |  |
|  |             |             |   |            |              |       |  |
|  |             |             |   |            | Tercer lugar |       |  |
|  | 19 de mayo  | 19 de mayo  |   | 24 de mayo | 24 de mayo   |       |  |
|  | Egnatia     |             |   | Skënderbeu | 3            |       |  |
|  | Vllaznia    | w/o         |   |            | Vllaznia     | 2     |  |

## Play-off de relegación
| 19 de mayo de 2024 | Laçi                              | 3:1 (1:0, 2:0) (t. s.) | Flamurtari      | Stadiumi Laçi, Laç |  |
| 16:00              | Cordeiro 45+4', 109' · Mjaki 116' |                        | Dajko 63' (own) |                    |  |

## Máximos goleadores
Actualizado el 11 de mayo de 2024.
| Pos. | Jugador            | Club          | Goles |
| ---- | ------------------ | ------------- | ----- |
| 1    | Bekim Balaj        | Vllaznia      | 17    |
| 2    | Kristal Abazaj     | Tirana        | 11    |
| 3    | Florent Hasani     | Tirana        | 10    |
| 4    | Raphael Dwamena    | Egnatia       | 9     |
| 4    | Nnamdi Ahanonu     | Skënderbeu    | 9     |
| 4    | Luis Kaçorri       | Dinamo Tirana | 9     |
| 4    | Archange Bintsouka | Partizani     | 9     |
| 4    | Klejdi Daci        | Teuta         | 9     |
| 4    | Ronald Sobowale    | Laçi          | 9     |